# Paramelomys levipes
Paramelomys levipes — вид гризунів родини Мишові (Muridae). Зустрічається тільки в Папуа-Новій Гвінеї. Його реєстрували від рівня моря до 1200 метрів над рівнем моря. Цей вид зустрічається в низинних, болотистих і гірських лісах. Він толерантний до певного ступеня порушення.